# Lucien Galimand
Lucien Galimand est un homme politique français né le 6 octobre 1904 à Rouen (Seine-inférieure) et mort le 17 juin 1982 à Marseille (Bouches-du-Rhône).

## Biographie
D'abord enseignant, il entre en 1928 dans l'administration départementale comme rédacteur. Il est élu député radical de la Seine-Inférieure de 1936 à 1940 dans la circonscription de Dieppe. 
Mobilisé, il sert comme lieutenant dans l'artillerie et participe à la bataille d'Abbeville avec la 4e division cuirassée. 
Le 10 juillet 1940, il vote les pleins pouvoirs au maréchal Pétain, mais entre dès 1941 dans la Résistance. Recherché par la Gestapo, il rejoint Londres en 1943 après plusieurs mois de captivité en Espagne. Au BCRA du colonel Passy puis à l'état-major du général Kœnig, il participe à l'activité des organismes d'unification et de commandement de la Résistance.
En 1945, il échoue aux élections pour la première constituante et arrête la politique active pour passer dans l'administration. En 1950-1951, il est directeur de cabinet du ministre de l'Agriculture et en 1955-1956, secrétaire général de la Marine Marchande.

## Écrits
- Vive Pétain, vive de Gaulle, Paris, éditions de la Couronne, 1948, 260 p.
- Origine et déviations du Gaullisme – De Gaulle agent de Reynaud ?, Paris, éditions de la Couronne, 1950.

## Distinctions
- Croix de guerre 1939–1945, palme de bronze
- Médaille de la Résistance française
- Officier de la Légion d'honneur[3]

## Sources
- « Lucien Galimand », dans le Dictionnaire des parlementaires français (1889-1940), sous la direction de Jean Jolly, PUF, 1960 [détail de l’édition]
- Jean-Pierre Chaline (dir.) et Anne-Marie Sohn (dir.), Dictionnaire des parlementaires de Haute-Normandie 1871-1940, Rouen, Publications de l'Université de Rouen, 2000, 352 p., 24×16 cm (ISBN 2-87775-294-1)